# أوساس أوكورو
أوساس أوكورو (بالإنجليزية: Osas Okoro)‏ هو لاعب كرة قدم نيجيري في مركز الوسط، ولد في 11 سبتمبر 1991 في نيجيريا. شارك مع منتخب نيجيريا لكرة القدم. أما مع النوادي، فقد لعب مع إينوغو رينجرز وبايلسا يونايتد ونادي هارتلاند.

## وصلات خارجية
- أوساس أوكورو على موقع قاعدة بيانات كرة القدم.إي يو (الإنجليزية)
- أوساس أوكورو على موقع ناشيونال فوتبول تيمز (الإنجليزية)
- أوساس أوكورو على موقع Soccerway.com (الإنجليزية)